# Dirk De Cock
Dirk Pierre De Cock (Dendermonde, 30 september 1955) is een Belgisch leraar, lokaal politicus te Lebbeke en gewezen Vlaams volksvertegenwoordiger.

## Levensloop
De Cock studeerde in 1977 af als licentiaat in de Germaanse filologie, Nederlands en Duits aan de Rijksuniversiteit Gent. Nadien gaf hij vanaf 1977 les op diverse Nederlandstalige scholen in het Brussels Hoofdstedelijk Gewest, van 1983 tot 1999 als leraar Duits en Nederlands in het Maria Assumptalyceum in Laken. Van 1989 tot 1998 was hij directielid van deze school. In het najaar van 2010 werd hij opnieuw leraar Nederlands en Duits op deze school, tot hij in 2015 met pensioen ging.
In oktober 1982 werd De Cock voor de Volksunie gemeenteraadslid van Lebbeke, wat hij bleef tot in december 2018. Van augustus 2004 tot december 2012 was De Cock schepen van de gemeente, van 2004 tot 2006 bevoegd voor Begroting, Financiën en Leefmilieu (vanaf 2005 eveneens voor Landbouw en Ruimtelijke Ordening) en van 2007 tot 2012 als eerste schepen met de opdrachten Basisonderwijs, Cultuur, Landbouw en Toerisme. Voor de lokale verkiezingen van 2012 ging zijn lokale lijst De Ploeg een kartel aan met sp.a. De Cock was hierbij zelf lijsttrekker en behaalde 583 voorkeurstemmen. Hij werd verkozen, maar het kartel verloor ten overstaan van 2006 (toen als sp.a-spirit) 6,75% en strandde op 11% van de uitgebrachte stemmen.
Na de tweede rechtstreekse Vlaamse verkiezingen van 13 juni 1999 kwam De Cock begin juli 1999 voor de kieskring Sint-Niklaas-Dendermonde in het Vlaams Parlement terecht als opvolger van Nelly Maes, die aan haar mandaat verzaakte en lid van het Europees Parlement bleef. Bij de scheuring van die partij in 2001 koos hij voor Spirit, dat in 2008 omgedoopt werd in VlaamsProgressieven en in 2009 in de Sociaal-Liberale Partij. Bij de verkiezingen van juni 2004 werd hij niet herkozen en nadien was hij van 2004 tot 2006 deeltijds kabinetsmedewerker bij Vlaams minister Bert Anciaux. Op 11 januari 2006 werd hij opnieuw Vlaams Parlementslid, nu voor de kieskring Oost-Vlaanderen, als opvolger van sp.a-lid Gracienne Van Nieuwenborgh. Hij bleef Vlaams volksvertegenwoordiger tot juni 2009. Als Vlaams Parlementslid was hij van 1999 tot 2004 effectief lid van de commissie Binnenlandse Aangelegenheden, Huisvesting en Stedenbeleid, van 2001 tot 2002 secretaris van de commissie Onderwijs, Vorming en Wetenschapsbeleid, van 2002 tot 2003 voorzitter van de Interparlementaire Commissie van de Nederlandse Taalunie, van 2006 tot 2009 vast lid van de commissie Brussel en Vlaamse Rand en van 2007 tot 2009 ondervoorzitter van de commissie Onderwijs en Vorming.
Tot aan de scheuring van de VlaamsProgressieven in november 2008 zat hij in de kartelfractie sp.a-spirit, erna de facto nog wel, al verkoos hij met Els Van Weert de links-liberale richting-Geert Lambert te volgen.
Hij is getrouwd en heeft twee kinderen. Zijn dochter Goedele werd eveneens politiek actief. Ze was provincieraadslid in Oost-Vlaanderen, eerst voor de Sociaal-Liberale Partij en later voor de sp.a.